# Matthew Joyce
Matthew Ryan „Matt“ Joyce (* 3. August 1984 in Tampa, Florida) ist ein professioneller US-amerikanischer Baseballspieler in der Major League Baseball (MLB). Derzeit steht er als Outfielder bei den Miami Marlins unter Vertrag.

## Karriere
Joyce wurde im MLB Draft 2005 von den Detroit Tigers in der 12. Runde ausgewählt. Nach mehreren Jahren bei verschiedenen Minor-League-Teams im Farmsystem der Tigers bestritt Joyce am 5. Mai 2008 sein MLB-Debüt gegen die Boston Red Sox. Nach der Saison 2008 wechselte er in seine Geburtsstadt zu den Tampa Bay Rays. Bei beiden Teams trug er die Trikotnummer 20.
Über die Stationen Los Angeles Angels, Pittsburgh Pirates, Oakland Athletics und Miami Marlins gelangte Joyce zu den Miami Marlins, wo er einen Einjahresvertrag  für die Saison 2020 unterschrieb.